# Pat Bradley
Pat Bradley (Westford, Massachusetts, 24 maart 1951) is een golfprofessional uit de Verenigde Staten. Zij werd in 1991 in de LPGA Hall of Fame opgenomen.

## Amateur
Als amateur won Bradley het New Hampshire Amateur in 1967 en 1969 en het New England Amateur in 1972 en 1973. Ze studeerde aan de Florida International University, waar ze college golf speelde. In 1973 eindigde zij op de 13de plaats bij de Burdine's Invitational van de LPGA Tour.

## Professional
Bradley begon op de LPGA Tour in 1974 en twee jaar later behaalde zij haar eerste van 31 overwinningen. In 1978 won ze drie keer, in 1983 vier keer en in 1986 vijf keer. Ze won haar eerste Major, de Peter Jackson Classicvan 1980. Een jaar later won ze het US Women's Open en in 1985 de Du Maurier Classic.
In 1986 won ze drie van de vier majors, de Du Maurier Classic, de Nabisco Dinah Shore en het LPGA Championship, en werd ze 5de bij het US Women's Open. Ze stond aan de leiding van de ranglijst en won de Vare Trophy. 
In 1988 werd bekend dat Bradley de Ziekte van Graves had. In 1989 leek de ziekte onder controle en won ze weer een toernooi.
In 1990 won ze nog drie keer en in 1991 zelfs vier keer. Ze stond weer nummer 1 op de ranglijst en werd tot Speelster van het Jaar uitgeroepen. In 1991 kwam ze ook in de LPGA Hall of Fame.
Bradley speelde drie keer de Solheim Cup (1990, 1992, 1996) en was captain van het Amerikaanse team in 2000.
Familie
De moeder van Pat Bradley verhuisde later naar Bedford, Massachusetts, en begon een traditie in 1980 toen Pat haar eerste Major won, de Peter Jackson Classic. Ze had een oude koebel die zij dan luidde, zodat ook de buren wisten dat haar dochter gewonnen had.
Pat Bradley heeft een neef Keegan Bradley, die ze met veel belangstelling volgt. Ze hoopt de koebel ooit voor hem te kunnen luiden als hij zijn eerste Major wint.

### Gewonnen
| Nr | Jaar | Toernooi                            | Score           | Score | 2de plaats                               | Score       |
| -- | ---- | ----------------------------------- | --------------- | ----- | ---------------------------------------- | ----------- |
| 1  | 1976 | Girl Talk Classic                   | 72-73-72=217    | +1    | Bonnie Lauer Sandra Post Judy Rankin     | 217 217 217 |
| 2  | 1977 | Bankers Trust Classic               | 75-68-70=213    | -6    | JoAnne Carner Carol Mann Kathy Whitworth | 215 215 215 |
| 3  | 1978 | Lady Keystone Open                  | 70-69-67=206    | -10   | Jane Blalock                             | 210         |
| 4  | 1978 | Hoosier Classic                     | 69-69-68=206    | -10   | JoAnne Carner                            | 209         |
| 5  | 1978 | Rail Charity Classic                | 67-66-73-71=276 | -12   | Sharon Miller                            | 280         |
| 6  | 1980 | Greater Baltimore Golf Classic      | 69-70-67=206    | -13   | Nancy Lopez                              | 207         |
| 7  | 1980 | Peter Jackson Classic               | 65-72-69-71=277 | -15   | JoAnne Carner                            | 278         |
| 8  | 1981 | Women's Kemper Open                 | 71-75-68-70=284 | par   | Debbie Massey                            | 289         |
| 9  | 1981 | US Women's Open                     | 71-74-68-66=279 | -9    | Beth Daniel                              | 280         |
| 10 | 1983 | Mazda Classic of Deer Creek         | 68-69-69-66=272 | -16   | Beth Daniel                              | 279         |
| 11 | 1983 | Chrysler-Plymouth Charity Classic   | 73-73-66=212    | -7    | Stephanie Farwig                         | 213         |
| 12 | 1983 | Columbia Savings Classic            | 71-69-70-67=277 | -11   | Beth Daniel                              | 277         |
| 13 | 1983 | Mazda Japan Classic                 | 72-70-64=206    | -10   | Laurie Rinker                            | 213         |
| 14 | 1985 | Rochester International             | 74-67-67-72=280 | -8    | Nancy Lopez                              | 282         |
| 15 | 1985 | du Maurier Classic                  | 70-73-67-68=278 | -10   | Jane Geddes                              | 279         |
| 16 | 1985 | LPGA National Pro-Am                | 71-74-71-68=284 | -4    | Amy Alcott                               | 284         |
| 17 | 1986 | Nabisco Dinah Shore                 | 68-72-69-71=280 | -8    | Val Skinner                              | 282         |
| 18 | 1986 | S&H Golf Classic                    | 69-67-71-65=272 | -16   | Janet Coles                              | 273         |
| 19 | 1986 | LPGA Championship                   | 67-72-70-68=277 | -11   | Patty Sheehan                            | 278         |
| 20 | 1986 | du Maurier Classic                  | 73-70-67-66=276 | -12   | Ayako Okamoto                            | 276         |
| 21 | 1986 | Nestle World Championship           | 72-72-72-63=279 | -9    | Betsy King Nancy Lopez                   | 282 281     |
| 22 | 1987 | Standard Register Turquoise Classic | 75-74-67-70=286 | -6    | Christa Johnson                          | 288         |
| 23 | 1989 | AI Star/Centinela Hospital Classic  | 72-69-67=208    | -8    | Nancy Lopez Hollis Stacy                 | 209         |
| 24 | 1990 | Oldsmobile LPGA Classic             | 66-65-74-76=281 | -7    | Dale Eggeling                            | 281         |
| 25 | 1990 | Standard Register Turquoise Classic | 70-71-68-71=280 | -12   | Ayako Okamoto                            | 281         |
| 26 | 1990 | LPGA Corning Classic                | 69-70-66-69=274 | -10   | Patty Sheehan                            | 277         |
| 27 | 1991 | Centel Classic                      | 70-68-69-71=278 | -10   | Ayako Okamoto                            | 279         |
| 28 | 1991 | Rail Charity Golf Classic           | 67-65-65=197    | -19   | Danielle Ammaccapane                     | 203         |
| 29 | 1991 | Safeco Classic                      | 69-67-72-72=280 | -8    | Rosie Jones                              | 280         |
| 30 | 1991 | MBS LPGA Classic                    | 72-70-67-68=277 | -11   | Michelle Estill                          | 278         |
| 31 | 1995 | HealthSouth Inaugural               | 71-72-68=211    | -5    | Beth Daniel                              | 212         |

### Teams
- Solheim Cup: 1990 (winnaars), 1992, 1996 (winnaars), 2000 (captain)